# Tocoyena
Tocoyena  es un género   de plantas con flores perteneciente a la familia de las rubiáceas. Comprende 48 especies descritas y de estas, solo 19 aceptadas.
Es nativo de América tropical.

## Descripción
Son árboles o arbustos inermes, terrestres, las flores bisexuales. Hojas opuestas o ternadas, isofilas, enteras, algunas veces con domacios; nervadura menor no lineolada; estípulas interpeciolares y a veces cortamente intrapeciolares, triangulares, erguidas, generalmente persistentes, imbricadas. Inflorescencias terminales, cimosas a corimbiformes, multifloras a paucifloras, bracteadas. Flores sésiles a pediceladas, a veces fragantes; limbo calicino 5-6-dentado, sin calicofilos; corola angostamente hipocraterimorfa, blanca a color crema o amarilla, en el exterior glabra a pelosa, en el interior glabra excepto a veces pelosa en la garganta, los lobos 5-6, convolutos, sin apéndices; estambres 5-6, dorsifijos, subsésiles; estigmas 2, suborbiculares, aplanados, exertos; ovario 2-locular, los óvulos numerosos. Frutos en bayas, subglobosas, quizás amarillas, el pericarpo coriáceo a leñoso, liso, la pulpa carnosa; semillas elipsoidales a ovoideas, aplanadas, lisas.

## Taxonomía
El género fue descrito por Jean Baptiste Christophore Fusée Aublet y publicado en Histoire des Plantes de la Guiane Françoise 1: 131, t. 50. 1775.

## Especies seleccionadas
- Tocoyena amazonica Standl. (1931).
- Tocoyena brasiliensis Mart. (1841).
- Tocoyena brevifolia Steyerm. (1965).
- Tocoyena bullata (Vell.) Mart. (1841).